# Idioma jicarilla
El idioma jicarilla (llamado también apache jicarilla, o  abáachi mizaa en jicarilla) es una lengua apacheana oriental hablada por el pueblo apache jicarilla, asentado en Nuevo México (Estados Unidos). Por los movimientos poblacionales de esta nación, también llegó a hablarse en el norte de México, en los estados de Chihuahua y Coahuila, donde actualmente está extinto. 

## Fonología

### Consonantes
La lengua jicarilla tiene un repertorio de 34 consonantes.
|             |             | Bilabial | Alveolar | Alveolar       | Palatal     | Velar | Velar | Glotal |
|             | central     | lateral  |          | no labializada | labializada |       |       |        |
| Oclusiva    | voiced      |          | d        |                |             |       |       |        |
| Oclusiva    | No aspirada | p        | t        |                |             | k     | kʷ    | ʔ      |
| Oclusiva    | Aspirada    |          | tʰ       |                |             | kʰ    | kʷʰ   |        |
| Oclusiva    | Eyectiva    |          | tʼ       |                |             | kʼ    |       |        |
| Africada    | Sin aspirar |          | ts       | tɬ             | tʃ          |       |       |        |
| Africada    | Aspirada    |          | tsʰ      | tɬʰ            | tʃʰ         |       |       |        |
| Africada    | Eyectiva    |          | tsʼ      | tɬʼ            | tʃʼ         |       |       |        |
| Nasal       |             | m        | n        |                |             |       |       |        |
| Fricativa   | Sorda       |          | s        | ɬ              | ʃ           | x     | xʷ    | h      |
| Fricativa   | Sonora      |          | z        |                | ʒ           | ɣ     | ɣʷ    |        |
| Aproximante |             |          |          | l              | j           |       |       |        |

### Vocales
En jicarilla existen 16 vocales. Todas pueden diferenciarse por la nasalización o por la cantidad vocálica. 
|             |       | Anterior | Anterior | Central | Central | Posterior | Posterior |
| Corta       | Larga | Corta    | Larga    | Corta   | Larga   |           |           |
| ----------- | ----- | -------- | -------- | ------- | ------- | --------- | --------- |
| Cerrada     | Oral  | i (ɪ)    | iː       |         |         |           |           |
| Cerrada     | Nasal | ĩ (ɪ̃)    | ĩː (ɪ̃ː)  |         |         |           |           |
| Semicerrada | Oral  | e        | eː       |         |         | o (ʊ)     | oː        |
| Semicerrada | Nasal | ẽ        | ẽː       |         |         | õ         | õː        |
| Abierta     | Oral  |          |          | a (ə)   | aː      |           |           |
| Abierta     | Nasal |          |          | ã       | ãː      |           |           |